# Kanuri

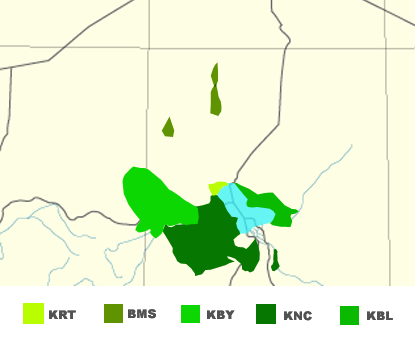
Karta över de fem största språken i kanurispråkgruppen.
BMS: Kanuri, Bilma
KNC: Kanuri, Central
KBY: Kanuri, Manga
KRT: Kanuri, Tumari
KBL: Kanembu

Kanuri  är en folkgrupp som lever vid södra delen av Tchadsjön i nordöstra Nigeria, västra Tchad, sydöstra Niger och norra Kamerun. De var 4,8 miljoner (2005) och de flesta bor i Nigeria. Kanuri livnär sig på jordbruk (hirs, sorghum, jordnötter och bomull), handel och boskap. Kanuri är muslimer sedan 1100-talet och de talar språket kanuri som är ett nilo-sahariskt språk.
Kanuri är nära besläktade med Kanembufolket och Kanuri dominerade det historiska riket Bornu.